# Žut
Žut (prononcer [ʒûːt]) est une île inhabitée appartenant à la Croatie, située dans la mer Adriatique, dans le centre de la Dalmatie. Avec une superficie de 14,83 km2, elle est la 28e plus grande île de Croatie et la seconde plus grande île de l'archipel des Kornati, derrière Kornat. Bien que la plupart des 89 îles, îlots et rochers de l'archipel des Kornati appartient au parc national de Kornati, l'île de Žut n'en fait pas partie. 
Žut est situé entre les îles de Pašman et Kornat et son littoral possède une longueur de 44,06 km, à cause d'un grand nombre de criques et de baies. Le point culminant est le pic de Gubavac à 155 m d'altitude. La majorité de l'étendue de l'île est recouverte de maquis. Bien qu'inhabitée, l'île contient une marina, gérée par l'ACI Club et ouverte de mars à octobre. 
Selon des mesures effectuées dans le début des années 2000, Žut est également la plus grande île inhabitée de Croatie, ayant une superficie d'environ 2 km² de plus que Prvić, qui aurait pu recevoir cette distinction.